# Parti social-démocrate italien
Le Parti social-démocrate italien (Partito socialista democratico italiano, PSDI) est un ancien parti italien de centre gauche social-démocrate, fondé par le dirigeant socialiste italien Giuseppe Saragat, président de la République italienne de 1964 à 1971.

## Historique

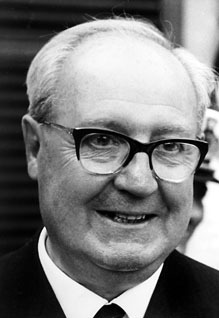
Giuseppe Saragat, fondateur du PSDI.

Il est né en 1947, sous le nom de Parti socialiste des travailleurs italiens (Partito socialista dei lavoratori italiani, PSLI), d'une scission avec le Parti socialiste italien qui souhaitait s'allier avec le Parti communiste italien. En 1952, il prend le nom de Parti socialiste - Section italienne de l'Internationale socialiste (Partito socialista - Sezione italiana dell'Internazionale socialista), après sa fusion avec le Parti socialiste unitaire (Partito socialista unitario), autre scission du PSI. Il devient rapidement le Parti socialiste démocrate italien. En 1966, le PSDI forme avec le PSI, le Parti socialiste unifié (PSU). Les deux formations fusionnent au sein du PSI en 1968, puis les membres du PSDI quittent le parti unifié en 1969, lorsqu'ils forment le Parti socialiste unitaire (PSU), qui reprend le nom de PSDI en 1971.
Il entre en déclin à partir de 1992 et est dissous en 1998, quand il a fusionné avec les Socialistes italiens dans les Socialistes démocrates italiens. 
Faisant partie du Parti du socialisme européen, il a obtenu jusqu'à 33 députés à la Chambre (en 1963), 23 membres au Sénat (en 1948) et quatre députés au Parlement européen en juin 1979.
Il a été recréé à nouveau en 2004 et a rejoint les coalitions L'Union et L'Olivier aux côtés des Démocrates de gauche et de La Marguerite. Il a remporté moins de 200 000 voix voix pour le Sénat aux élections générales de 2006, mais a tout de même élu un député, le secrétaire du parti Giorgio Carta (it), sur la liste Olivier.
En 2022, le logo du parti n'a pas été déposé auprès du ministère de l'Intérieur en vue des élections générales, en raison d'incertitudes sur la propriété et légitimité à utiliser le nom historique. Par conséquent, la majorité des socialistes démocrates italiens encore actifs en politique se sont réorganisés dans la nouvelle formation politique des Sociaux-démocrates, qui se considère comme la continuation du parti historique.